# Spiraea morrisonicola
Spiraea morrisonicola är en rosväxtart som beskrevs av Bunzo Hayata. Spiraea morrisonicola ingår i släktet spireor, och familjen rosväxter. Inga underarter finns listade i Catalogue of Life.